# Fällavgift
Fällavgift skall erläggas till Länsstyrelsen för varje älg som fälls.
Avgiften var 250 kronor år 2005. 2013 var avgiften 700 kronor för vuxen älg och 150 kronor för kalv.
Alla älgar som fälls ska anmälas till Länsstyrelsen inom två veckor från det att älgen fälldes.